# Atenguillo
Atenguillo est un village et une municipalité de l'État de Jalisco au Mexique. La municipalité a 3 899 habitants en 2015.

## Toponymie
Atenguillo est le diminutif en espagnol du nom de la municipalité voisine, Atengo (es), dont le nom nahuatl signifie « au bord de l'eau».

## Géographie
Atenguillo est située à 1 300 m d'altitude dans la région Sierra Occidental de l'État de Jalisco, environ150 km à l'ouest de Guadalajara. Elle est desservie par la route fédérale 70 (es) entre Mascota et Ameca.
| Mascota          |              | Mixtlán     |
| Talpa de Allende | Atenguillo   | Atengo (es) |
|                  | Cuautla (es) |             |

Le principal cours d'eau de la municipalité, le río Atenguillo (en), est un affluent en rive gauche du río Ameca qu'il rejoint à une centaine de kilomètres au nord d'Atenguillo.
La température moyenne annuelle est de 19,8 °C. Les vents dominants viennent du nord. Il pleut principalement de juin à septembre. En moyenne, il tombe 1 039 mm de pluie par an et il y a 47 jours de gel par hiver.
Les espèces végétales présentes dans la municipalité sont principalement le pin, l'oyamel, le chêne, le cèdre, le montenegro, le mezquite, le figuier de Barbarie, le pitayo, le cassier (huizache en espagnol), des buis et des arbres fuitiers. Les principales espèces animales sont le coyote, la mouffette, l'écureuil et le lapin, le tatou, des reptiles et des oiseaux.

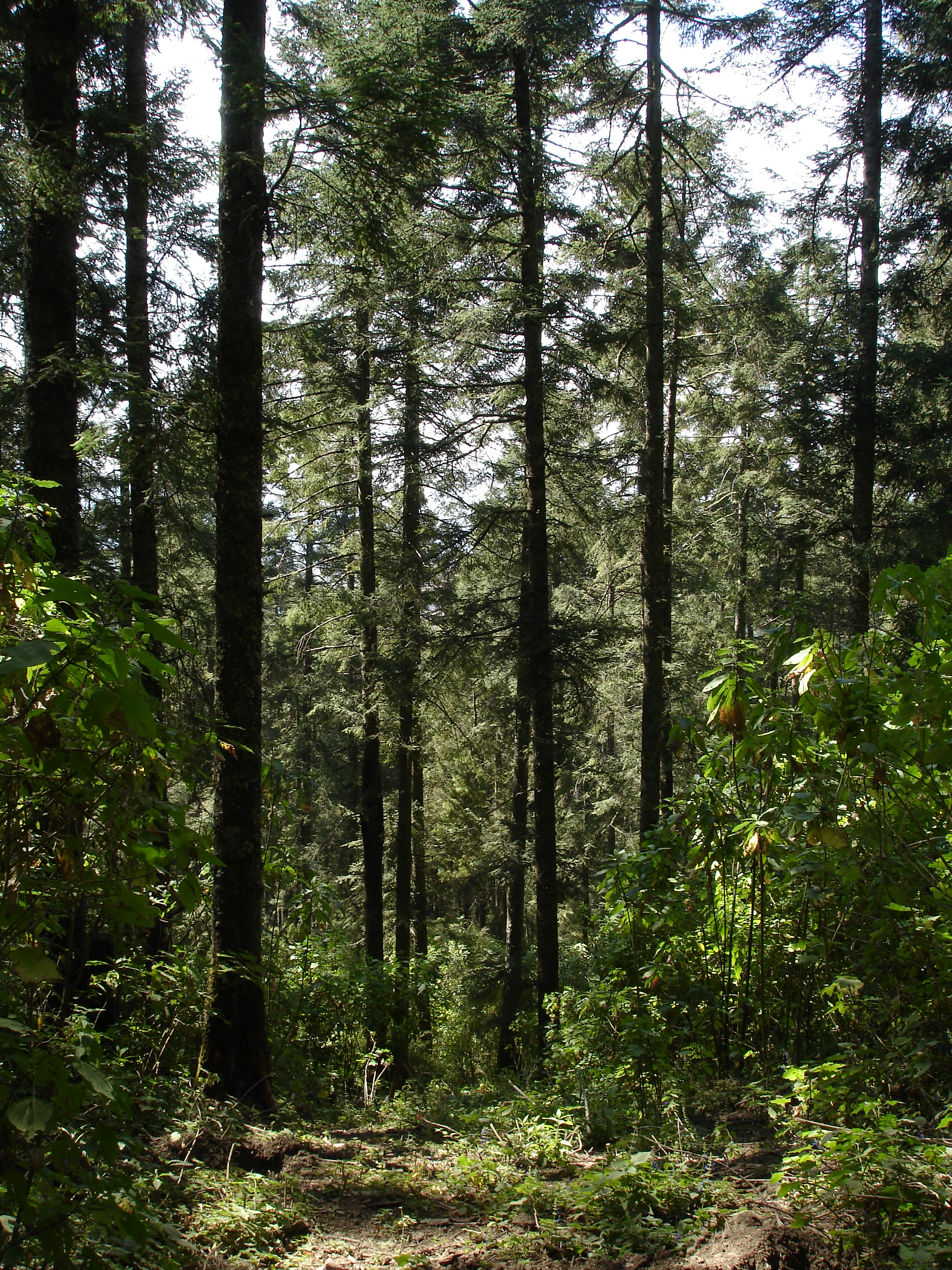
Oyamel (Abies religiosa).
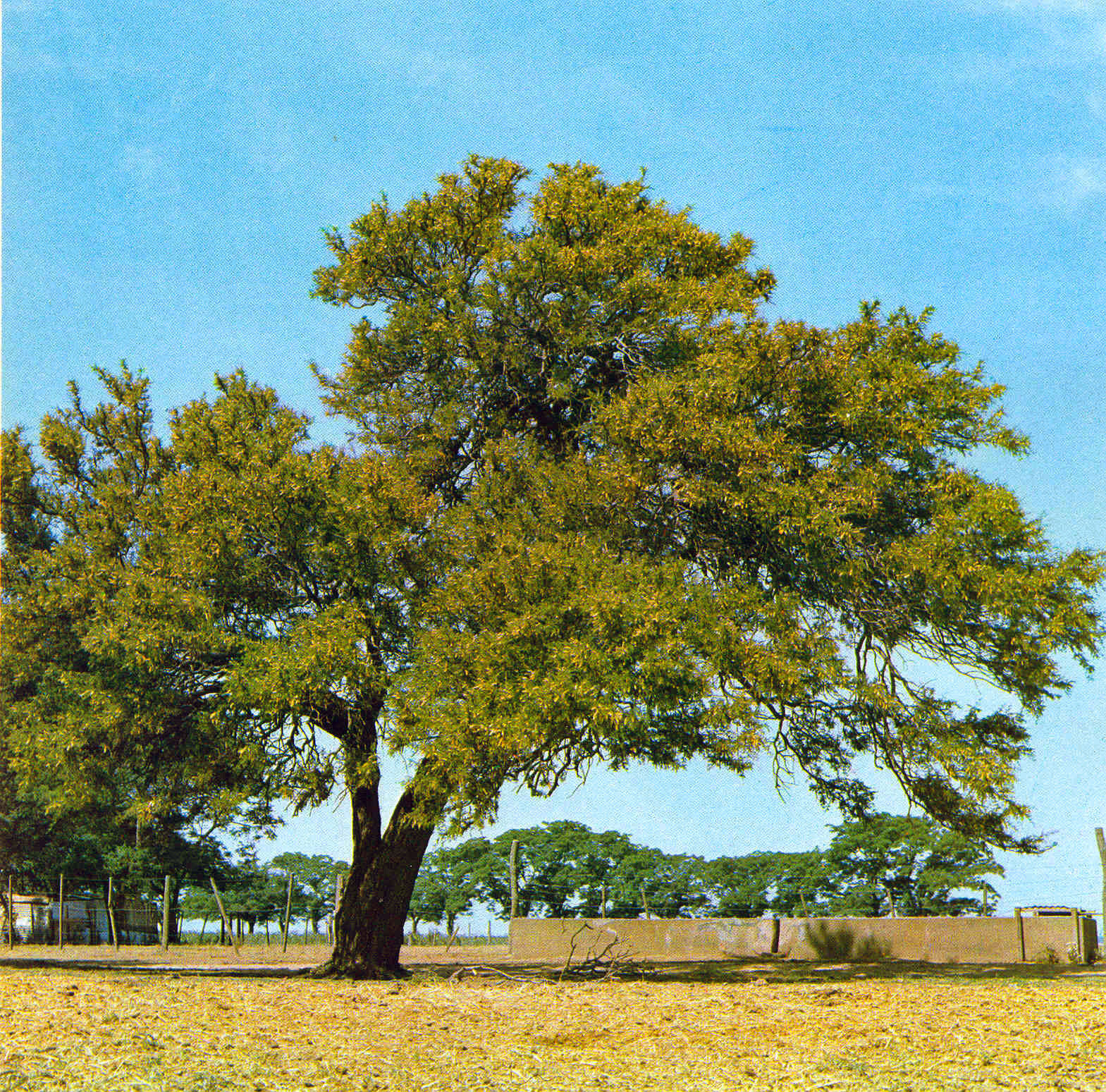
Mezquite (Prosopis algarrobilla).
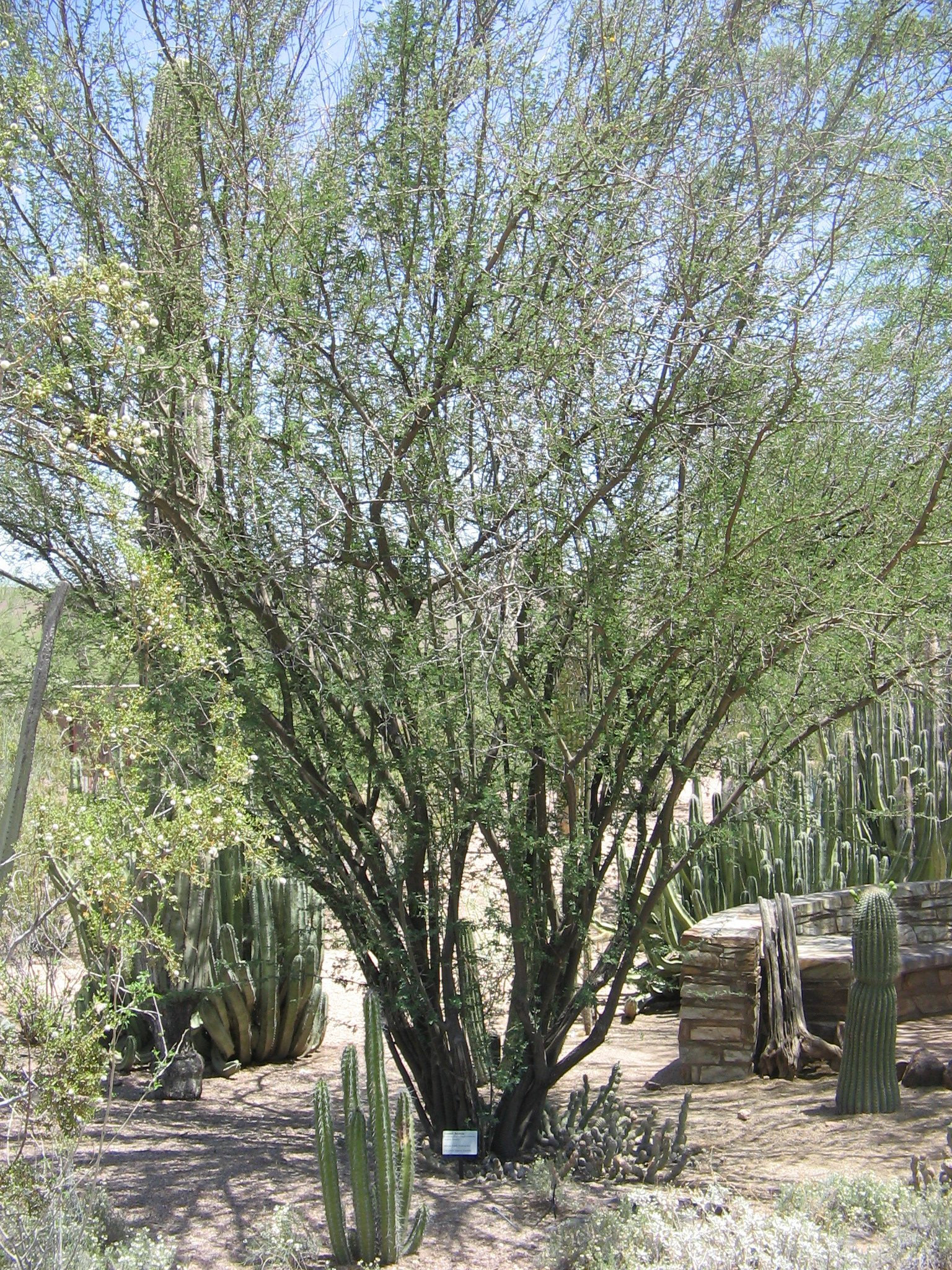
Huizache (Acacia farnesiana).
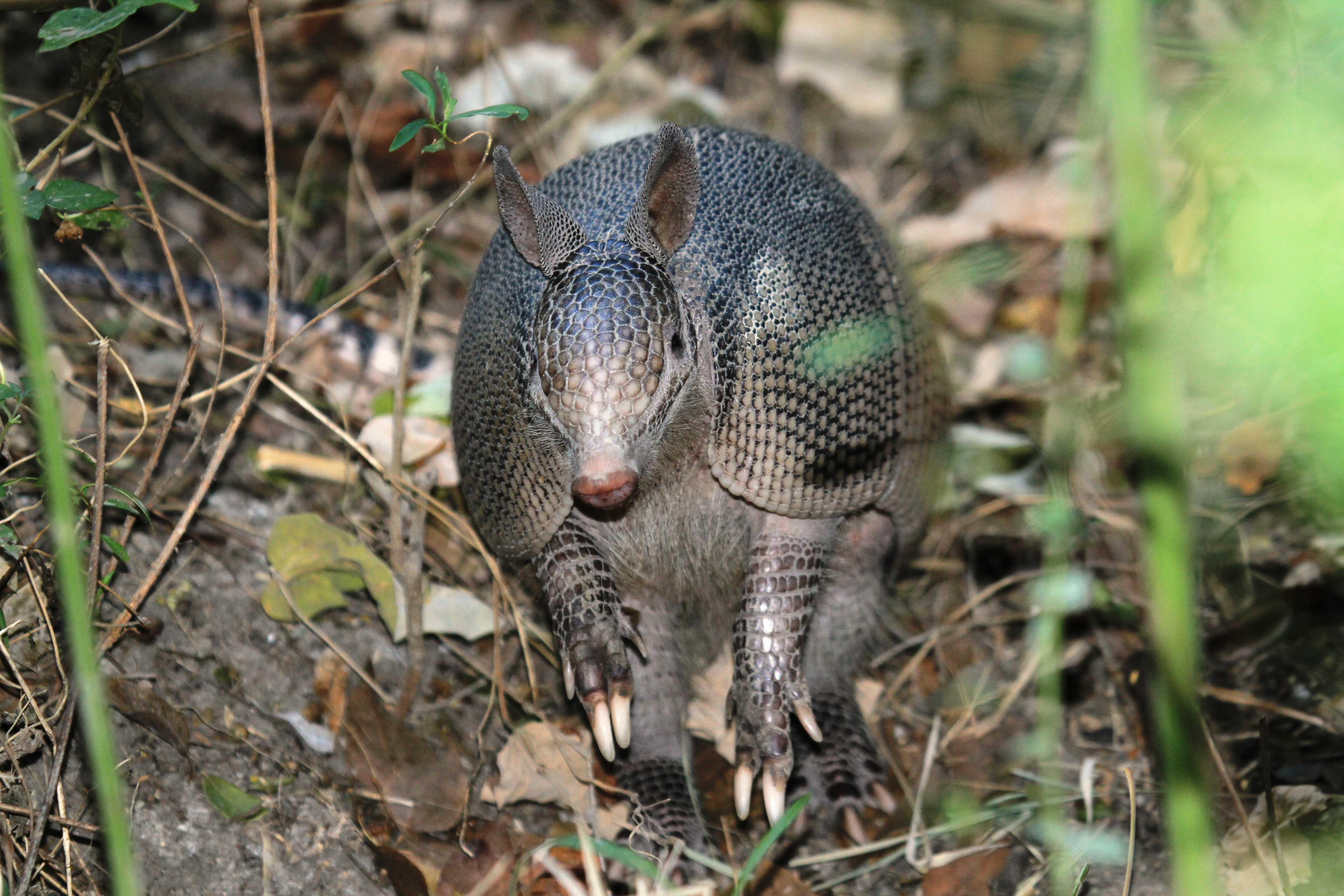
Tatou commun (Dasypus novemcinctus).

## Histoire
Le territoire d'Atenguillo fait partie à l'époque préhispanique de la seigneurie d'Autlán (es) et dépend du cacique de Tenamaxtlán (es), tout comme les villes voisines d'Atengo, Ayutla, Soyotlán, Cuyutlán et Tepantla[réf. souhaitée].
La région est conquise en 1525 par Francisco Cortés de San Buenaventura (es). Elle fait partie à l'époque coloniale du royaume de Nouvelle-Galice.
Atenguillo acquiert en 1885 le statut de municipalité.
En 2010, la municipalité compte 4 107 habitants et 60 localités habitées pour une superficie de 662,55 km2. Toute la population est rurale. Les localités les plus importantes sont le chef-lieu Atenguillo avec 1 547 habitants, Los Volcanes avec 956 habitants et San Antonio de los Macedo avec 420 habitants.
Au recensement de 2015, la population de la municipalité passe à 3 899 habitants.

## Points d'intérêt
- Les forêts de la sierra Verde et de la sierra de Comalito sont les sites naturels les plus connus de la municipalité.
- On trouve des cascades le long du río Atenguillo, notamment celles d'El Salitre et El Limón.
- Le kiosque de la place centrale d'Atenguillo et l'église San Miguel datent du XIXe siècle.

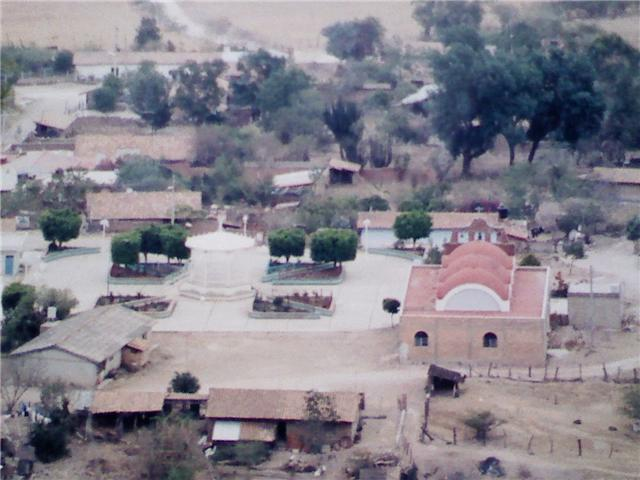
San Antonio de los Macedo.
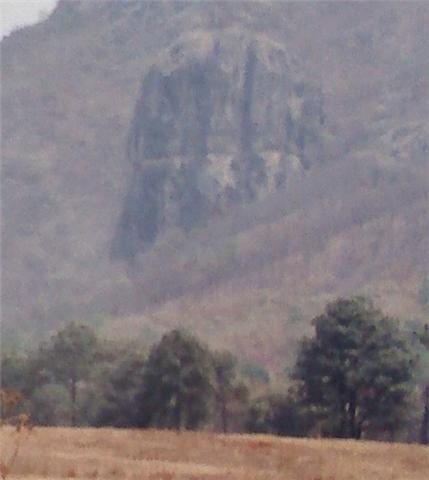
Piedra del diablo.
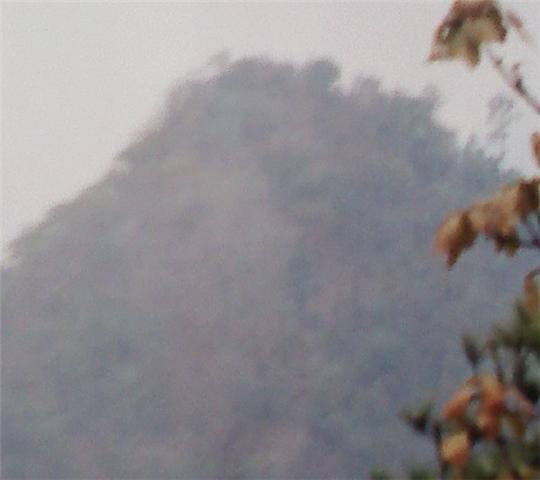
Cerro de las gallinas.